# Seznam ameriških zgodovinarjev
Seznam ameriških zgodovinarjev.

## A
Benjamin Abelow - Douglass Adair - Brooks Adams - Henry Adams - Robert H. Adleman - Cyrus Adler - Raymond Aker - Stephen Ambrose - Lavina Fielding Anderson - Perry Anderson - Charles McLean Andrews - Anne Applebaum - Leonard J. Arrington - 

## B
Lewis V. Baldwin - Frederic Bancroft - George Bancroft - David E. Barclay - Charles A. Beard - Carl L. Becker - Belmont Club - Iván T. Berend (Madžar) - Bernard Berenson (Bernhard Valvrojenski) - Morris Berman - Albert J. Beveridge - John Boswell - William Brandon (pisatelj) - Nat Brandt - James Henry Breasted - Jon Bridgman - Christopher Browning - Vern Bullough - H. James Burgwyn - Michael Burns - 

## C
Caleb Carr - Bruce Catton - Edward Channing - Aviva Chomsky - I. Bernard Cohen (1914-2003) - Stephen F. Cohen (1938-2020) - Juan Cole - Teju Cole - Nathaniel C. Comfort - Henry Steele Commager - Gordon A. Craig - Bruce Cumings -

## D
Robert Darnton - Michael David-Fox - Kenneth S. Davis - Natalie Zemon Davis - Bernard DeVoto - Theodore Ayrault Dodge - David Herbert Donald - John William Draper - W.E.B. DuBois (William Edward Burghardt Du Bois, 1868-1963) 

## E
Samuel Eliot - Joseph Ellis - Alf Evers - 

## F
Jonathan Fanton - John Fiske - Caitlin Fitz - Robert Fogel - Burton W. Folsom mlajši - Shelby Foote - Worthington Chauncey Ford  - Kurt W. Forster (arhitekturni) - John Hope Franklin - Saul Friedländer - Paul Fussell - 

## G
John Lewis Gaddis - Lloyd Gardner - Peter Gay - Charles Etienne Arthur Gayarre - Eugene D. Genovese - Ray Ginger - Daniel Jonah Goldhagen? - Wendy Z. Goldman - Erwin R. Goodenough - Doris Kearns Goodwin - Stephen Jay Gould - Anthony T. Grafton - David Gress - Ed Guerrero - 

## H
William W. Hagen - Leopold Henri Haimson - Edward Everett Hale - Victor Davis Hanson - Charles Hapgood - Leslie M. Harris - Albert Bushnell Hart - Charles H. Haskins - John L. Heilbron - Arthur Herman - J. H. Hexter - Ann Hibner Koblitz - William Curry Holden -

## I
Noel Ignatiev - Daniel Immerwahr

## J
Martin Jay - Barbara Jelavich - Charles Jelavich (1922-2013) - Pieter Judson - Tony Judt (angleško-ameriški) 

## K
Donald Kagan (1932-2021) - Ernst (H.) Kantorowicz - Jonathan Ned Katz - George Kennan (1904-2005) - Edward L. Keenan (1935-2015) - Elizabeth Topham Kennan - David M. Kennedy (zgodovinar) - Grace King - Annette Kolodny - Stephen Kotkin - Melvin Kranzberg - Thomas Samuel Kuhn - 

## L
Michael Lind - James W. Loewen - Arthur O. Lovejoy - John Lukacs (1924-2019) - 

## M
John K. Mahon - Alan I. Marcus - James J. Martin - Kenneth Maxwell - Arno J. Mayer - (Mark Mazower) - David McCullough - William S. McFeely - George McGovern - William Hardy McNeill (1917–2016) - James M. McPherson - Joe Medicine Crow - Milton Meltzer - Perry Miller (1905-63) - Timothy Miller - William L. Moran - Ted Morgan - George Mosse - Lewis Mumford - Daniel Alexander Payne Murray -

## N
- Otto Eduard Neugebauer (1899 – 1990)
- Allan Nevins

## O
- Mary Simms Oliphant - 

## P
Arthur C. Parker - Francis Parkman - Michael Alfred Peszke - Albert J. Pickett - Daniel Pipes - Richard (Edgar) Pipes (1923-2018) -
Charles Constantine Pise - 
Marshall Poe - Kenneth Pomeranz - William Frederick Poole -

## Q
D. Michael Quinn - 

## R
Ronald Radosh - William Rehnquist - H. Reid - Robert V. Remini - John Clark Ridpath - John Codman Ropes - Dennison Rusinow ? 

## S
Abram L. Sachar - Carl Emil Schorske (1915-2015) - Ian Shapiro - Meyer Schapiro (1904-96; umetnostni) - Stephen W. Sears - John Gilmary Shea - William L. Shirer - Richard S. Slotkin - Goldwin Smith - Timothy Snyder - Scott Sowerby - Jonathan Spence - David Stannard - Daniel Stotland - Joseph Strayer - Cushing Strout - 

## T
Joseph Tainter - Alan Taylor - Marija Nikolaeva Todorova - John Toland - Henry Ashby Turner -

## V
Frank Vandiver - George Vernadsky (1887-1973)  

## W
Immanuel Wallerstein - John Wansbrough - Tara Westover - Hayden White (1928-2018) - Leo Wiener - Martin Wiener - William Appleman Williams - Karl Wittfogel - Thomas Woods -

## Z
Eli Zaretsky - Howard Zinn - Terence Zuber - 